# Liste de sanctuaires mariaux
Cette liste de sanctuaires mariaux présente les sanctuaires dédiés à Marie dans le monde entier, classés par pays, actuels ou ayant existé dans le passé. Les éventuelles dates entre parenthèses correspondent à l'année de création du sanctuaire, et le cas échéant à l'année de sa disparition.
Ces sanctuaires sont le plus souvent matérialisés par une représentation de Marie (statue, peinture, icône) pouvant avoir fait l'objet d'un couronnement canonique et par un ou plusieurs édifices religieux ou lieux de culte : abbaye, chapelle, église pouvant avoir les statuts de basilique et de cathédrale. Ils peuvent avoir été le lieu d'une apparition mariale éventuellement reconnue par l'Église, et sont ou ont été la plupart du temps l'objet d'un pèlerinage marial.
- Haut – A
- B
- C
- D
- E
- F
- G
- H
- I
- J
- K
- L
- M
- N
- O
- P
- Q
- R
- S
- T
- U
- V
- W
- X
- Y
- Z

## A

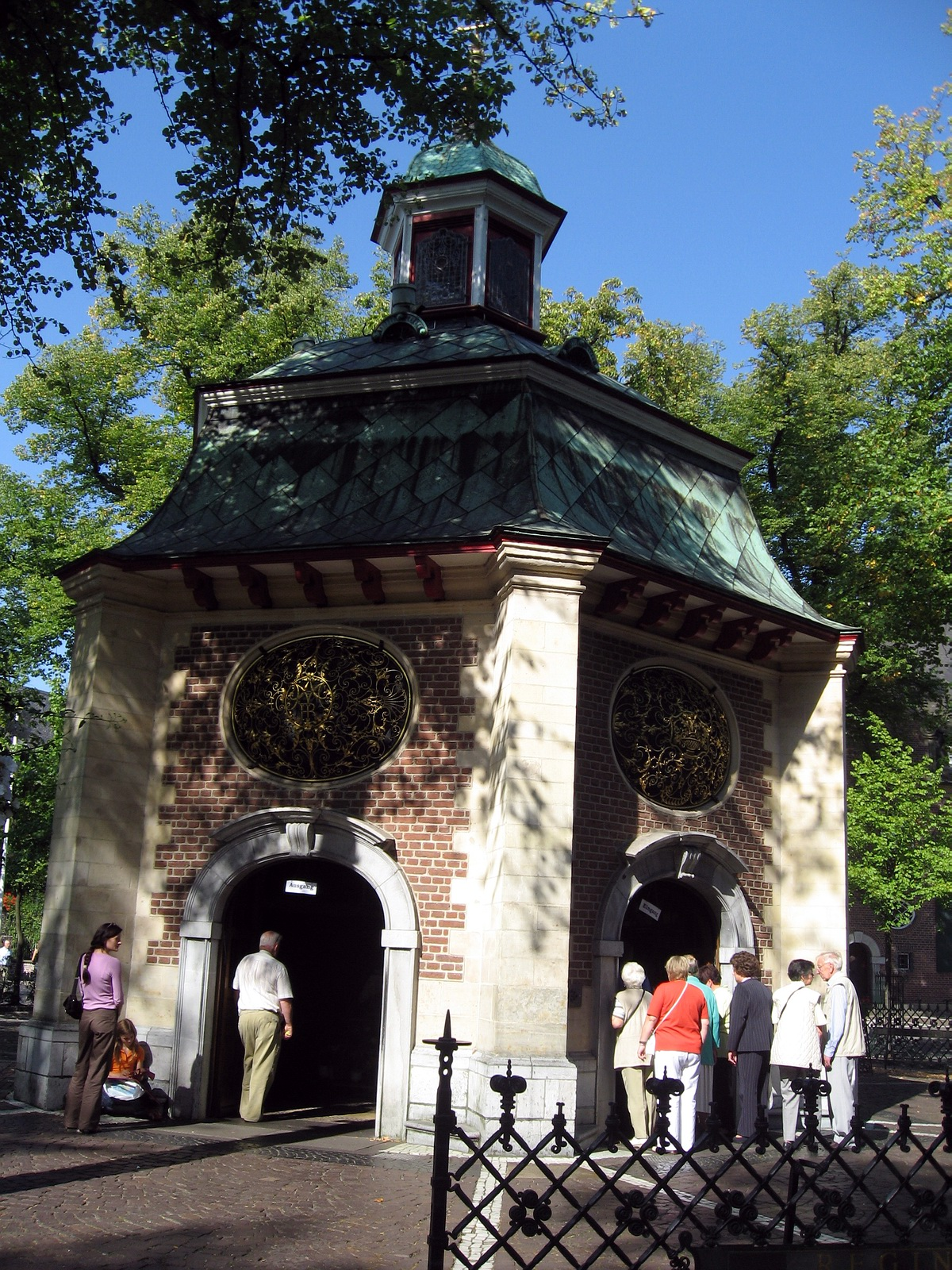
La Gnadenkapelle de Kevelaer (Allemagne).

### Albanie
- Sanctuaire Notre-Dame-du-Bon-Conseil à Scutari.

### Algérie
- Basilique Notre-Dame-d'Afrique : basilique à Alger.

### Allemagne
- Sanctuaire de Neviges à Velbert en Rhénanie-Westphalie : image miraculeuse de Marie Immaculée Conception (1681)
- Basilique de la Visitation à Werl : statuette du XIIe siècle de Marie Consolatrice des Affligés (1661).* Sanctuaire Notre-Dame d'Altötting (Gnadenkapelle Altötting), Altötting, Bavière : statue du XIVe siècle.
- Telgte : lieu d'arrivée du pèlerinage de Telgte (en), statue de pietà en bois datant de 1370, pèlerinage depuis 1852.
- Kevelaer : chapelle et gravure de cuivre de Notre-Dame Consolatrice des Affligés (Maria Troesterin der Betruebten) (1641).
- Église Marie dans le Vignoble (de) (Maria im Weingarten) à Volkach : église de pèlerinage.
- Église Maria Altenburg (de) ou église de la Nativité de la Vierge Marie, commune de Moosach (en Bavière).

### Argentine
- Basilique Notre-Dame de Luján : Vierge de Luján, sainte-patronne de l'Argentine.
- Sanctuaire Notre-Dame-du-Rosaire de San Nicolás de los Arroyos : statue de Notre-Dame du Rosaire (couronnée 2009, Vierge à l'Enfant), apparitions mariales en 1983, reconnues par l'Eglise en 2016[1],[2].

### Australie
- Sanctuaire Notre-Dame-du-Mont-Carmel de Middle Park à Melbourne.

### Autriche
- Basilique de la Nativité-de-Marie à Mariazell (Styrie) XIIe siècle : statue, pèlerinage, basilique. Fête le 8 septembre.

## B

### Belgique

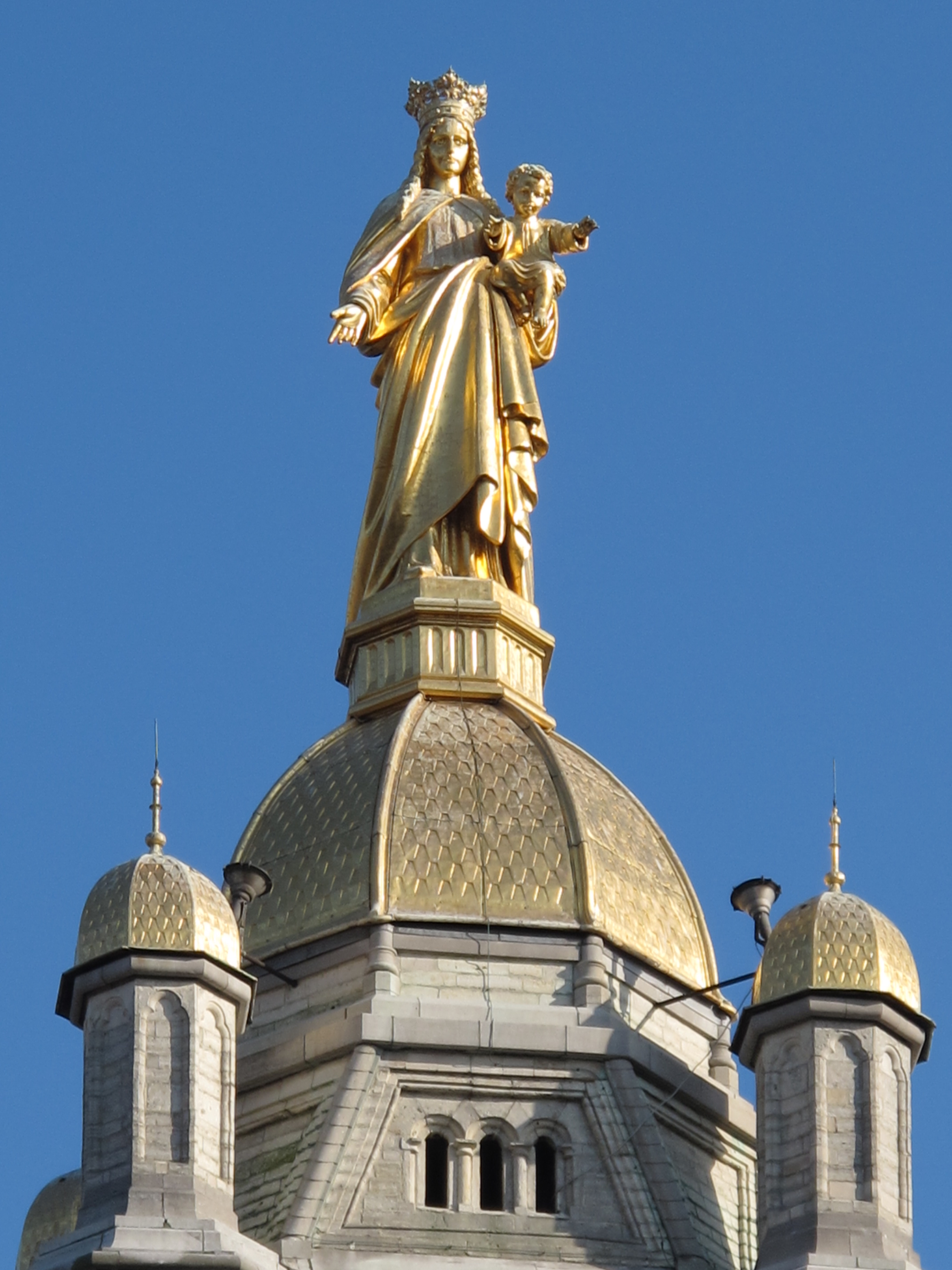
Vierge à l'Enfant dorée de 6 mètres sur le clocher de l'église Notre-Dame du Bon Secours des chrétiens à Saint-Nicolas (Flandre-Orientale).

- Notre-Dame d'Affligem, église Saint-Michel (Sint-Michielskerk)  de Hekelgem : statue (Vierge à l'Enfant).
- Église Notre-Dame à Alsemberg : sanctuaire à répit, statue.
- Sanctuaire marial de Banneux (Banneux, Sprimont, province de Liège) :  apparitions mariales en 1933, pèlerinage[4].
- Notre-Dame de Basse-Wavre : sanctuaire (basilique Notre-Dame de Basse-Wavre, Province de Brabant wallon).
- Notre-Dame de Beauraing (Beauraing) : apparitions mariales en 1933[5].
- Notre-Dame-des-Étoiles, à Tournai : apparition présumée (1948), pèlerinage.
- Notre-Dame de Walcourt : statue (couronnée, Vierge à l'Enfant), basilique.
- Notre-Dame de Bonne-Espérance : statue (couronnée 1904, Vierge à l'Enfant).
- Notre-Dame de Bon-Secours : statue (couronnée, Vierge à l'Enfant).
- Notre-Dame de Chèvremont : statue (couronnée, Vierge à l'Enfant) à Chaudfontaine.
- Notre-Dame de Groeninghe : statue (Vierge à l'Enfant).
- Notre-Dame de Montaigu, couronnée en 1872.
- Notre-Dame aux Remparts de Charleroi, couronnée en 1924.
- Notre-Dame de la Sarte à Huy : statue (couronnée, Vierge à l'Enfant).
- Notre-Dame de Rome, à Soleilmont (Fleurus) : peinture (Vierge byzantine).
- Notre-Dame de Tongre : statue (Vierge Romane, couronnée en 1881 par Mgr Du Rousseaux).
- Notre-Dame de Gaverland à Melsele, sanctuaire de la Vierge miraculeuse, couronnement en 1912).
- Notre-Dame d'Anvers, cathédrale, couronnement en 1899).

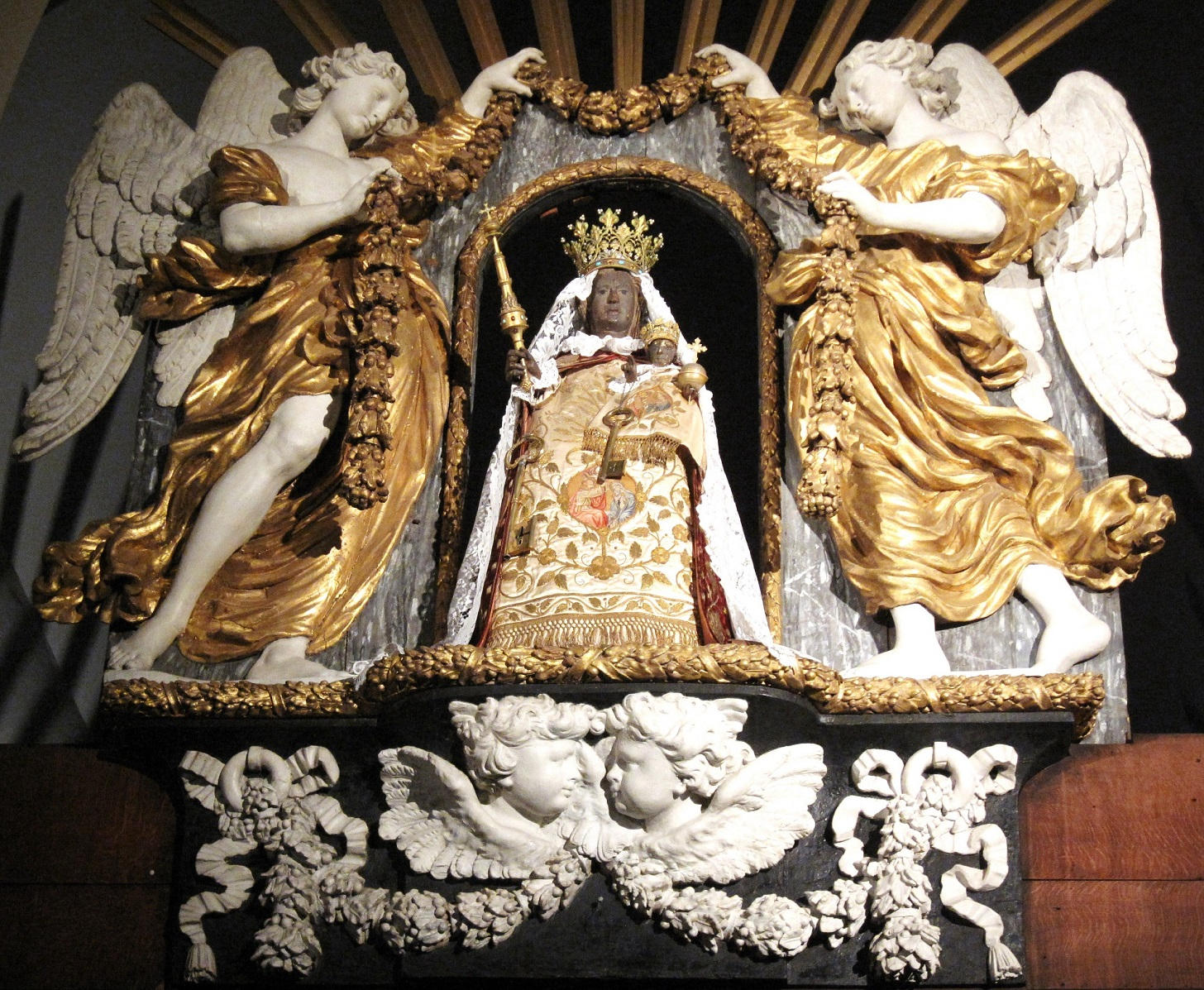
Statue miraculeuse du sanctuaire de La Sarte à Huy, Belgique.

- Notre-Dame d'Hanswijk, basilique (couronnement en 1876 par Mgr. Deschamp).
- Notre-Dame de Hal : statue miraculeuse.
- Notre-Dame Virga-Jessé à Hasselt.
- Notre-Dame de Lebbeke (à Lebbeke), couronnement en 1964.
- Notre-Dame du Sablon à Bruxelles.
- Notre-Dame de Laeken (Bruxelles).
- Notre-Dame de Lourdes, à Jette (Bruxelles).
- Notre-Dame d'Onkerzele, à Grammont.
- Notre-Dame de la vieille montagne à Grammont.

### Bénin
- Notre-Dame de Dassa-Zoumé.
- Notre-Dame de la Divine Miséricorde à Allada.
- Sanctuaire Notre-Dame-de-la-Paix de Bembéréké.
- Notre-Dame-du-Lac (Maria-tokpa) à Porto-Novo.
- Notre-Dame de l'Atacora à Natitingou.

### Birmanie
- Sanctuaire Notre-Dame-de-Lourdes à Nyaunglebin, région de Bago.

### Bolivie
- Basilique Notre-Dame de Copacabana.

### Bosnie-Herzégovine
- Notre-Dame de Međugorje (ou Medjugorje) (Čitluk) : apparitions (depuis juin 1981), non reconnues par l'Église catholique.
- Notre-Dame de Kondžilo, sanctuaire près de Teslić (depuis 1779).
- Notre-Dame de Rama.

### Brésil
- Basilique Notre-Dame d'Aparecida dédié à Notre-Dame d'Aparecida, sainte patronne du Brésil.
- Basilique Notre-Dame-du-Rocher de Rio de Janeiro dédiée à Notre-Dame du Rocher.
- Sanctuaire Notre-Dame-de-Lorette de Rio de Janeiro.

### Burkina Faso
- Sanctuaire marial de Louda, Kaya (depuis 1967)[6].
- Sanctuaire marial de Yagma, Ouagadougou (depuis 1979)[7].

## C

### Cambodge
- Sanctuaire Marie-Reine-de-la-Paix à Areyksat (km), vicariat apostolique de Phnom-Penh.

### Cameroun
- Sanctuaire marial Notre-Dame-des-Apôtres : Marza, diocèse de Ngaoundéré.
- Sanctuaire marial de Nsimalen (Yaoundé).
- Sanctuaire marial de Marienberg (diocèse d'Édéa).
- Sanctuaire marial de Figuil (archidiocèse de Garoua).

### Canada
- Sanctuaire Notre-Dame-du-Cap : statue de Notre-Dame du Cap (couronnée 1904, Vierge seule).

### Chili

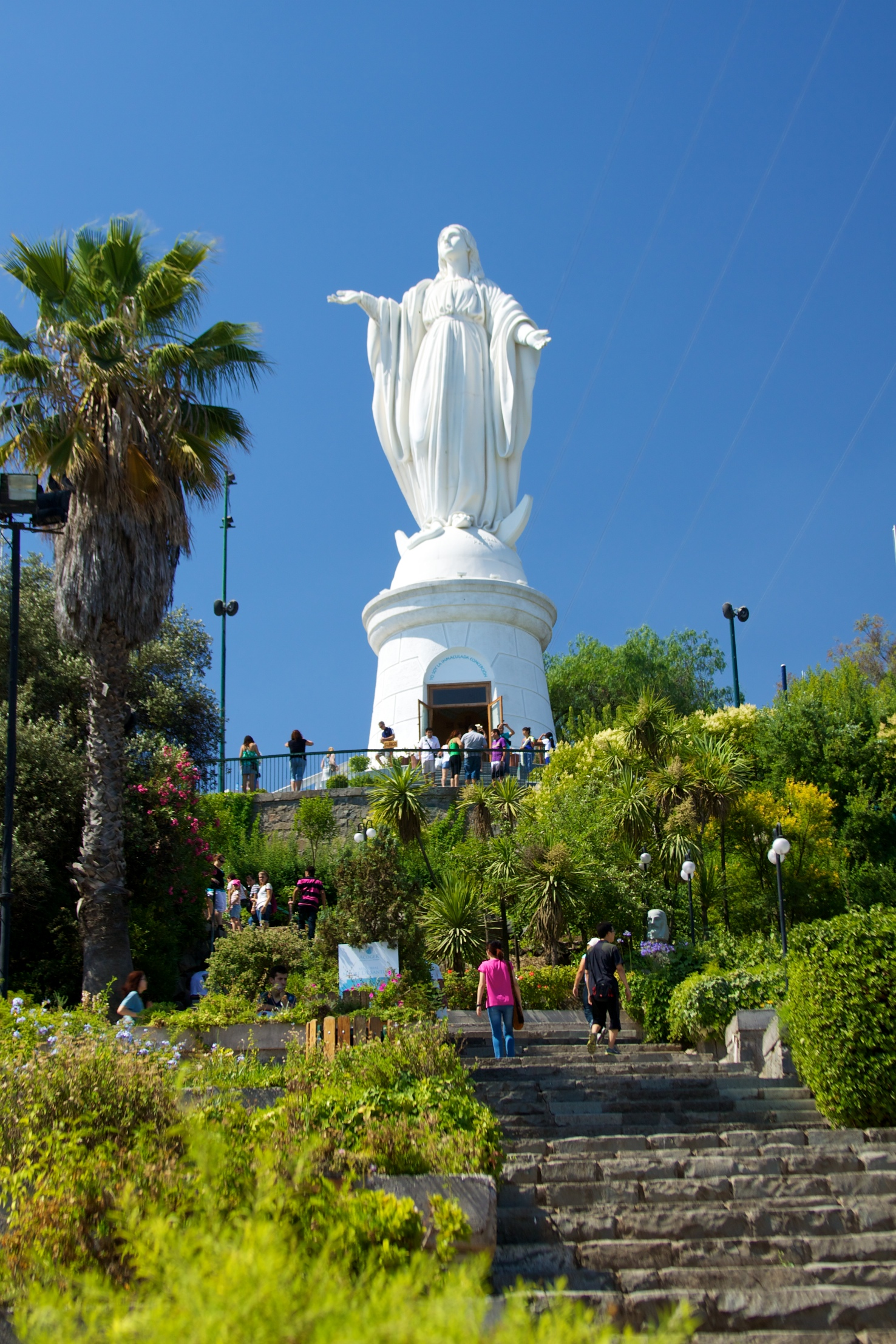
Statue de la Vierge Marie sur la colline San Cristóbal de Santiago du Chili.

- Sanctuaire de l'Immaculé-Conception sur la colline San Cristóbal à Santiago du Chili : statue monumentale, chapelle.
- Basilique Notre-Dame-du-Mont-Carmel de Maipú

### Chine
- Notre-Dame de Chine à Donglu.

### Colombie
- Basilique Notre-Dame-du-Rosaire à Chiquinquirá.
- Sanctuaire Notre-Dame-du-Mont-Carmel à Bogota.
- Sanctuaire de Las Lajas à Ipiales.

### Corée du Sud
- Sanctuaire Notre-Dame-du-Rosaire de Namyang (7 octobre 1991).

### Costa Rica
- Basilique Notre-Dame-des-Anges à Cartago.

### Côte d'Ivoire
- Sanctuaire Notre-Dame-d'Afrique à Abidjan.
- Basilique Notre-Dame-de-la-Paix à Yamoussoukro.

### Croatie
- Marie des Neiges à Marija Bistrica, statue de Marie avec l'Enfant, du XVe siècle, fête du 1er au 6 août.
- Notre-Dame de Sinj, à Sinj.
- Notre-Dame de Trsat, à Trsat, un quartier de la ville de Rijeka.
- Notre-Dame de Aljmaš.

### Cuba
- Basilique Notre-Dame-de-Charité à El Cobre.

## E

### Équateur
- Sanctuaire Notre-Dame-de-la-Présentation d’El Quinche (es) : basilique depuis 1959, statue vénérée depuis 1604, couronnée en 1943
- Sanctuaire Notre-Dame-du-Cygne d’El Cisne (es), basilique depuis 1980, lieu de pèlerinage depuis 1594.
- Sanctuaire de la Nativité-de-Notre-Dame du lieudit « le Guayco » à La Magdalena dans le canton Chimbo : apparition mariale en 1708.
- Sanctuaire Notre-Dame-de-la-Paix de La Paz (de) : grotte abritant une statue depuis 1915.

### Égypte
- Notre-Dame de Warraq.
- Notre-Dame de Zeitoun.

### Espagne

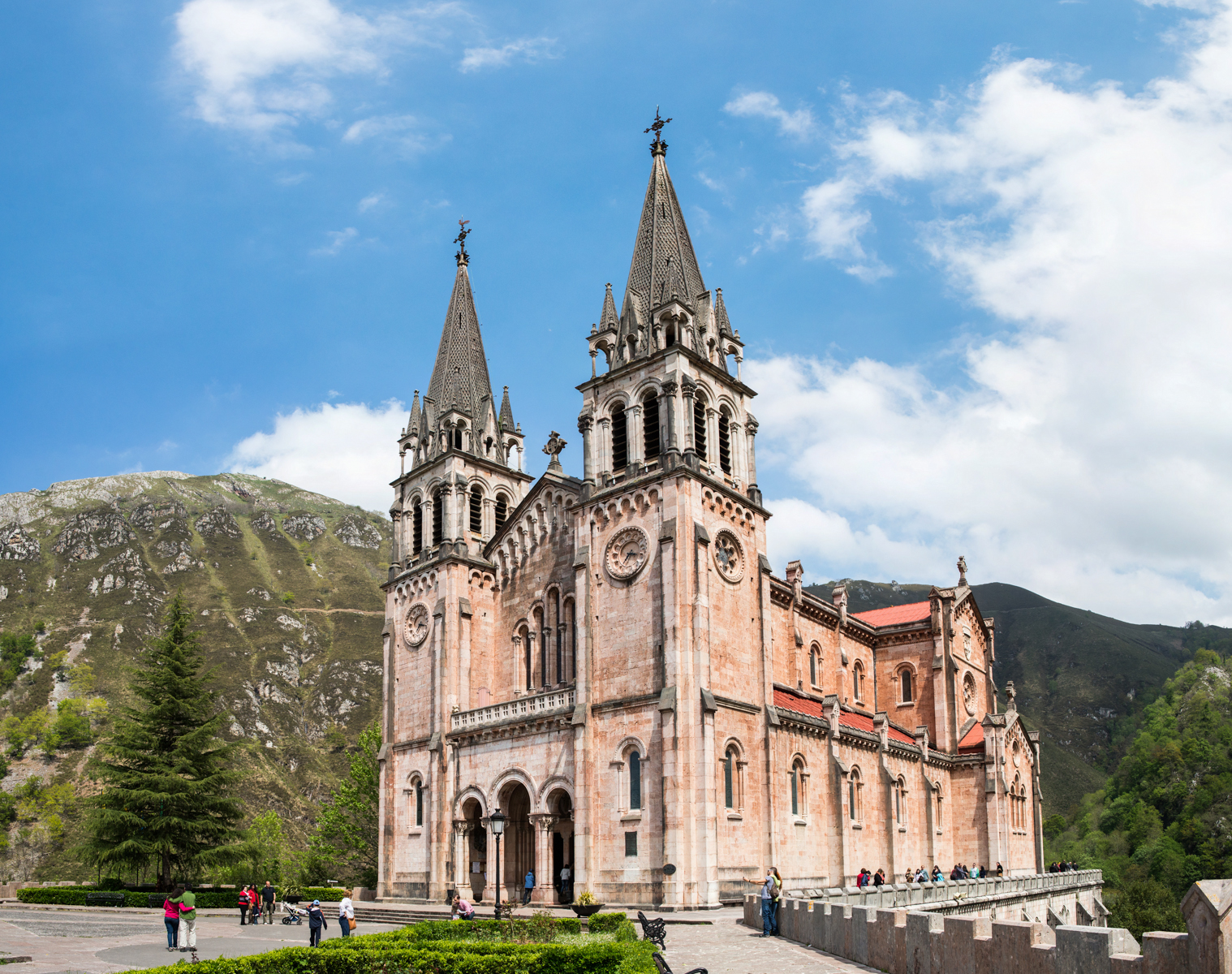
Sanctuaire Notre-Dame de Covadonga (Asturies).

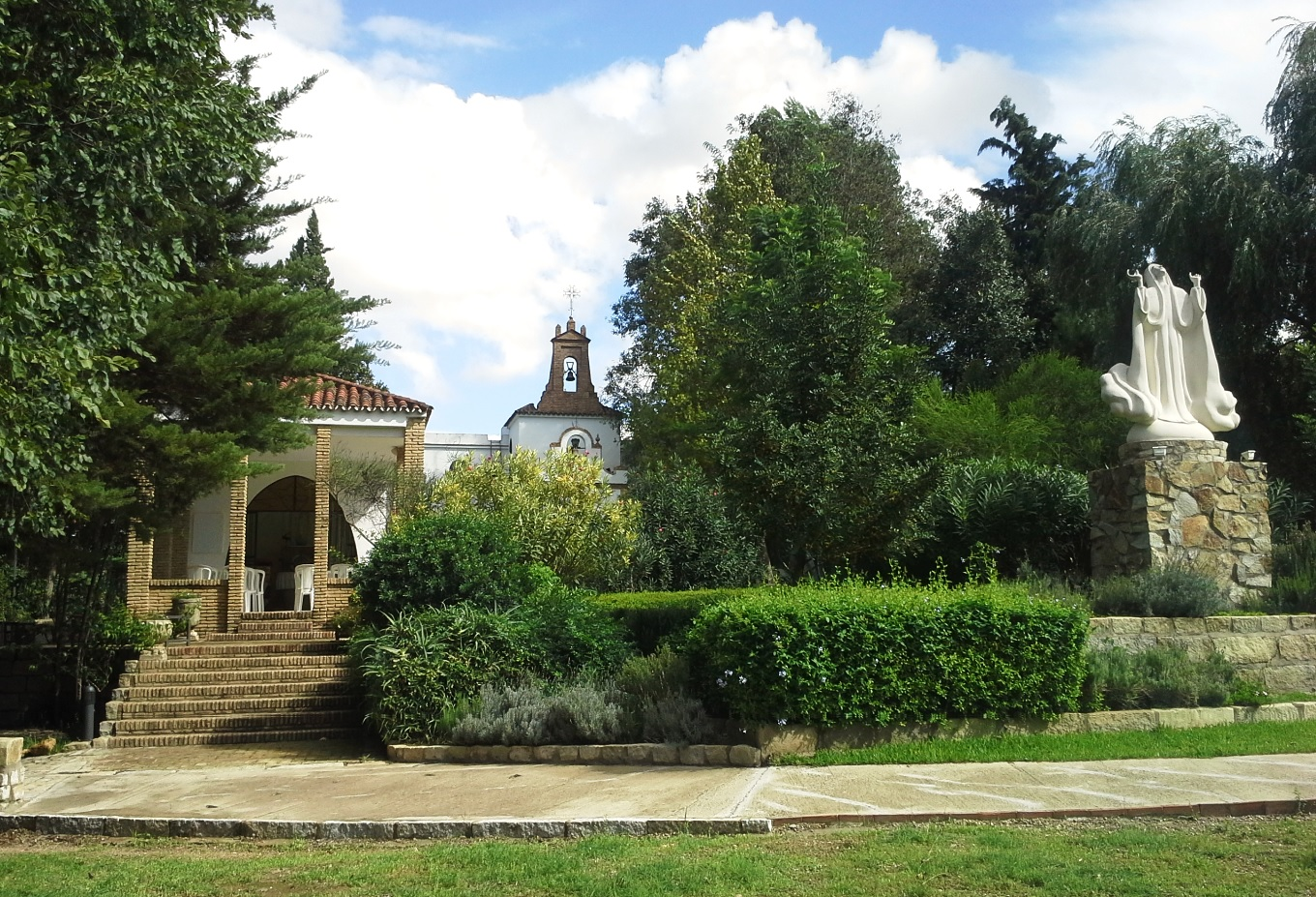
Sanctuaire de Notre-Dame de Onuva (La Puebla del Río).

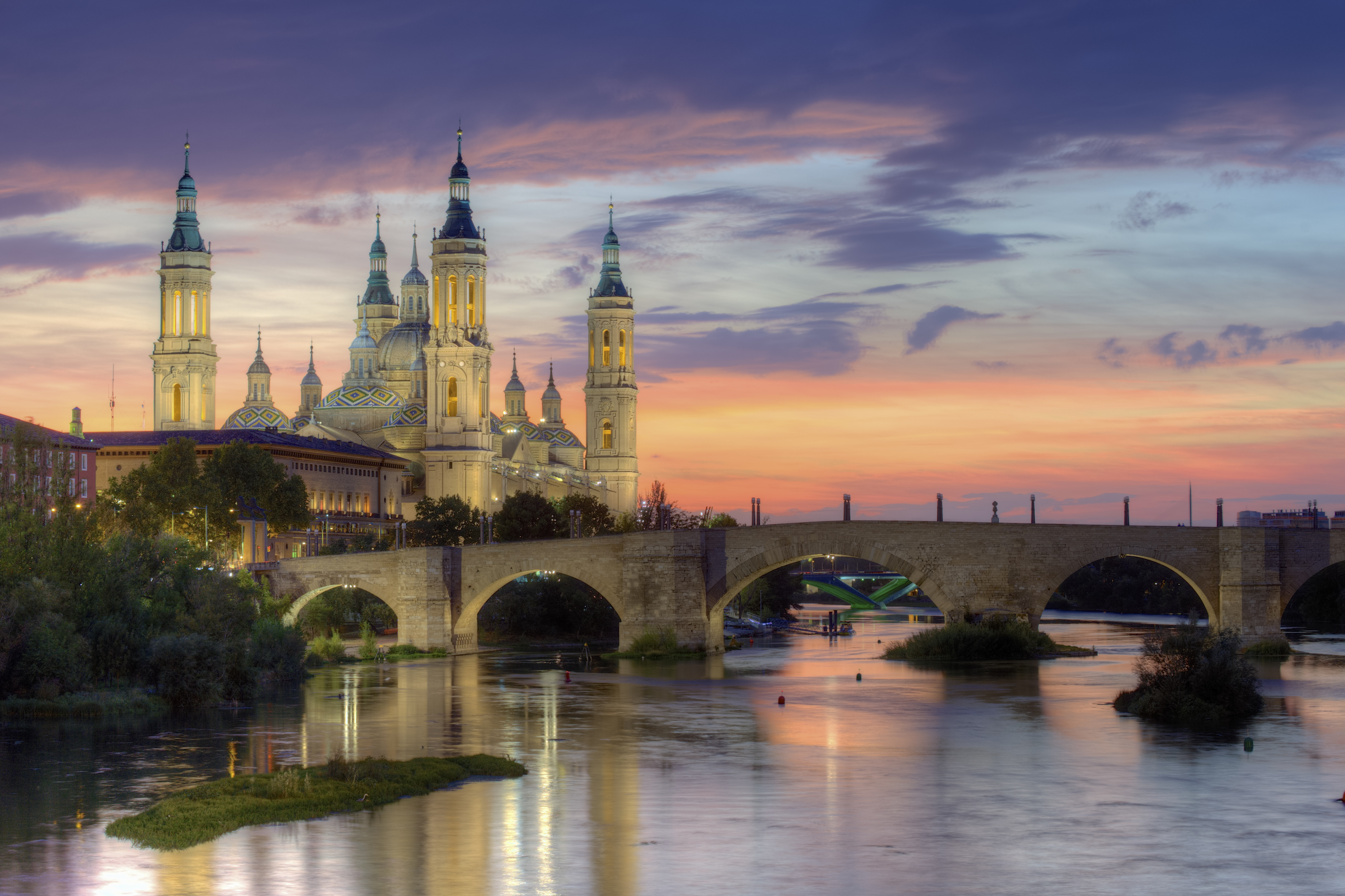
Sanctuaire de Notre-Dame del Pilar (Saragosse).

- Sanctuaire des Apparitions (Pontevedra)
- Sanctuaire Notre-Dame de Garabandal (Cantabrie).
- Sanctuaire Notre-Dame de Chandavila (La Codosera).
- Sanctuaire Notre-Dame-des-Grâces d'Onuva (La Puebla del Río, Séville).
- Sanctuaire Notre-Dame de Umbe (Laukiz).
- Sanctuaire Notre-Dame-du-Pilier, Patronne de l'Espagne et de tous les pays hispaniques. Fête le 12 octobre.
- Sanctuaire Notre-Dame de Covadonga (Asturies).
- Sanctuaire Notre-Dame d'Arantzazu (Oñati, Guipuscoa, Pays basque).
- Basilique de la Candelaria à Tenerife : vénération de Notre-Dame de Candelaria, patronne des îles Canaries.
- Grotte de Achbinico à Tenerife : vénération de Notre-Dame de Candelaria, patronne des îles Canaries.
- Grotte de Chinguaro à Tenerife : vénération de Notre-Dame de Candelaria, patronne des îles Canaries.
- Sanctuaire Notre-Dame-de-Begona (Bilbao).
- Sanctuaire Notre-Dame-de-Caceres (Guadalupe).
- Sanctuaire Notre-Dame-de-la-Consolation (Séville).
- Sanctuaire Notre-Dame-des-Douleurs (Grenade).
- Sanctuaire de la Mère de Dieu (Majorque).
- Sanctuaire Notre-Dame-des-Merveilles (Madrid).
- Sanctuaire Notre-Dame-de-la-Règle (Chipiona).
- Sanctuaire Notre-Dame-du-Rocío (Almonte, Huelva).
- Sanctuaire de Vierge de la Vega (Alcala de la Selva, Teruel).
- Sanctuaire de La Virgen del Camino (Léon).
- Abbaye de Montserrat
- Sanctuaire de Torreciudad
- Sanctuaire Notre-Dame-du-Rocher-de-France d'El Cabaco : dédié à Notre-Dame du Rocher de France, patronne de la province de Salamanque.

### États-Unis
- Sanctuaire national de l'Immaculée-Conception à Washington, D.C..
- Sanctuaire Notre-Dame-de-Bon-Secours, Champion (Wisconsin), apparition en 1859[8].

## G

### Gibraltar
- Sanctuaire Notre-Dame-d'Europe (en).

## H

### Hongrie
- Notre-Dame d'Andocs (1665).
- Maria-Besnyö.
- Máriapócs : icône - fête le 1er octobre.
- Maria-Radna.

## I

### Inde
- Basilique Notre-Dame-de-Rédemption de Vallarpadam à Cochin : image de Notre-Dame de Rédemption depuis 1524.
- Basilique Notre-Dame-de-Bonne-Santé à Velankanni

### Indonésie

#### Java

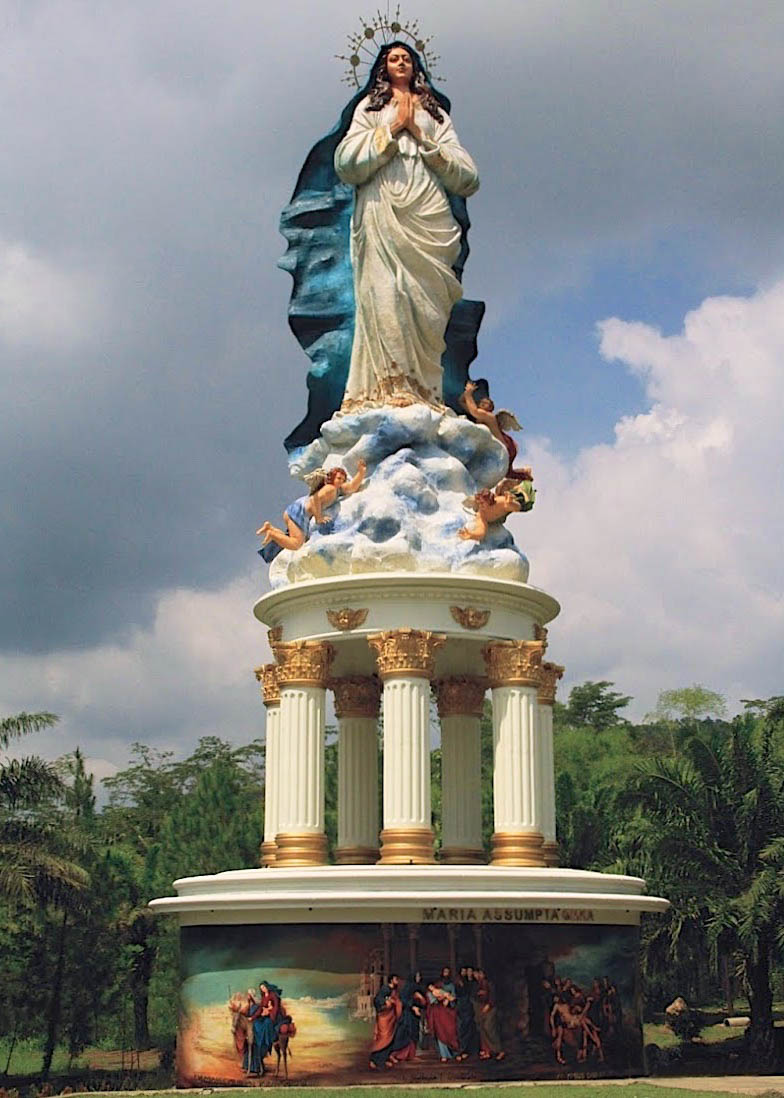
Statue de la Vierge Marie au sanctuaire de Gua Maria Kerep d'Ambarawa à Java.

- Gua Maria Kerep, Ambarawa, Java central : statue monumentale, grotte.
- La Reine du Ciel à Ratu Surga.
- Gua Maria Bukit Kanada, Rangkasbitung, province de Banten.
- Gua Maria Sawer Rahmat, Cigugur, Kuningan, Java occidental.
- Gua Maria Karmel, Lembang, Bandung, Java occidental.
- Gua Maria Santa Clara, Pacet, Sindanglaya, Java occidental.
- Gua Maria Bunda Penebus, Jakarta.
- Gua Maria Fatima, Jatinegara, Jakarta.
- Gua Maria Kaliori, Purwokerto, Java central.
- Gua Santa Maria Nusakambangan, Cilacap, Java central.
- Gua Maria Sendang Sriningsih, Prambanan, Java central.
- Gua Maria Hati Ibu Yang Bahagia, Wonogiri, Java central.
- Gua Maria Mojosongo, Jebres, Surakarta, Java central.
- Gua Maria Sendang Pawita Sinar Surya Tawangmangu, Tawangmangu, Java central.
- Gua Maria Marganingsih, Klaten, Java central.
- Gua Mawar Maria, Boyolali, Java central.
- Gua Maria Sendang Sancta Rosa Mystica, Semarang, Java central.
- Gua Maria Lourdes Sendangsono, Kulonprogo, Yogyakarta.
- Gua Maria Sendang Jatiningsih, Sleman, Yogyakarata.
- Gua Maria Tritis, Paliyan, Gunung Kidul, Yogyakarata.
- Gua Maria Sendang Rosario, Wonosari, Yogyakarta.
- Salib Suci Gunung Sempu, Bantul, Yogyakarta.
- Église du Sacré-Cœur de Jésus, Ganjuran, Bantul, Yogyakarta.
- Sumur Maria Kitiran Mas (puits de Kitiran Mas), Pakem, Yogyakarta.
- Tombe du PèreRichardus Kardis Sandjaja), Muntilan (en), Yogyakarta.
- Gua Maria Sendang Purwaningsih, Malang, Java oriental.
- Gua Maria Sendang Retno Adi, Malang.
- Gua Maria Jatiningrum, Banyuwangi, Java oriental.
- Gua Maria Lourdes Poh Sarang, Kediri, Java oriental.
- Gua Maria Fatima Sendang Waluyojatiningsih, Ponorogo, Java oriental.

#### Sumatra
- Graha Bunda Maria Annai Velangkanni, Medan, Sumatra du Nord.
- Gua Maria Pelindung Segala Bangsa Belinyu, Bukit Mo Lan Thiang, Belinyu, îles Bangka Belitung.
- Gua Maria Bunda Pelindung Teluk Dalam, Bintan, Riau.
- Bunda Maria Di Atas Perahu (Notre Mère Marie sur un Bateau), île de Galang, Riau.
- Gua Hati Tersuci Santa Perawan Maria, Batam, Riau.
- Gua Maria Ratu Rosari, Pondok Kristoffel, Jambi.
- Gua Maria Padang Bulan, Tanggamus, Lampung.
- Gua Maria Fajar Mataram, Fajar Mataram, Lampung.

#### Petites îles de la Sonde(province despetites îles de la Sonde orientales)
- Gua Maria Lourdes Betun, Atambua.
- Gua Maria Bunda Pengantara Rahmat, Atapupu, Timor.
- Gua Maria Bitauni, Kiupukan, Belu.
- Gua Maria Kapela Wilain, Atambua.
- Gua Maria Wato Jong, Bawa, Lewukluo.
- Gua Maria Fatima, Maumere.
- Gua Maria Lourdes, Kupang, Timor.

#### Moluques
- Gua Maria Bunda Hati Kudus, Waur Melati, Seram.
- Gua Maria Panjang, Ambon.
- Gua Maria & Golgota Masbait, Langgur, îles Aru.

#### Sulawesi
- Gua Maria Bunda Bukit Karombasan, Manado, Sulawesi du Nord.
- Gua Maria Redemptoris Mater, Manado.
- Gua Maria Bunda Hati Kudus, Tomohon, Sulawesi du Nord.
- Gua Maria Balla, Polmas, Toraja, Sulawesi du Sud.
- Gua Maria Watan Soppeng, Watan Soppeng, Sulawesi du Sud.
- Gua Maria Sendang Mulyasari, Kendari, Sulawesi du Sud-Est.

#### Kalimantan
- Gua Maria Menikam Damai, Kotabaru, Kalimantan du Sud.

### Irlande
- Notre-Dame de Knock (Knock, Mayo) : apparition (15 personnes, 1879)[9].

### Italie

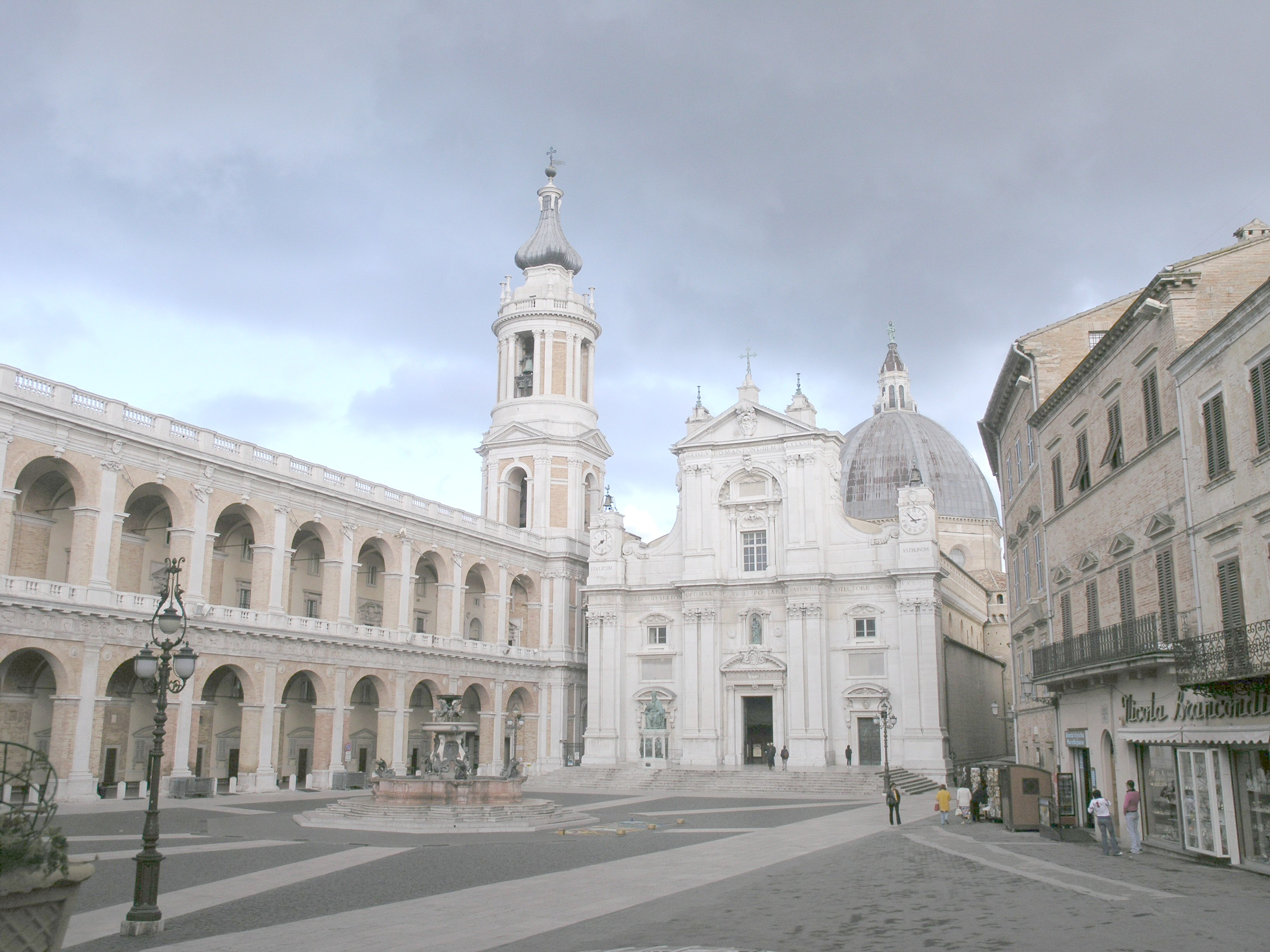
Notre-Dame de Lorette (la basilique).

- Notre-Dame de Lorette à Lorette : statue couronnée de Vierge à l'Enfant, pèlerinage, basilique.
- Sanctuaire Notre-Dame de Montallegro à Rapallo (ville métropolitaine de Gênes) : apparition en 1557.
- Sanctuaire Nostra Signora della Guardia à Ceranesi (ville métropolitaine de Gênes) : apparition en 1490.
- Notre-Dame d'Oropa à Biella : statue couronnée de Vierge à l'Enfant.
- Mont Sacré d'Oropa : ensemble de dix-neuf chapelles.
- Vierge de la Révélation au lieu-dit des Trois Fontaines à Rome : apparition en 1947 : grotte, statue.
- basilique Sant'Andrea delle Fratte à Rome : Notre-Dame de l'Immaculée-Conception (dite de Ratisbonne) ou Notre-Dame du Miracle : vision en 1842, autel, tableau de la Vierge couronnée.
- Notre-Dame de l'Équilibre à l'abbaye Notre-Dame du Saint-Sacrement de Frattocchie à Marino sur la Via Appia (20 km du centre de Rome) : peinture (Vierge seule).
- Notre-Dame de Caravaggio ou Notre-Dame de la Source (Santa Maria del Fonte)  à Caravaggio (province de Bergame) : apparition en 1432, statue couronnée.
- Notre-Dame de Ghiaie di Bonate ou Marie, Reine de la Famille à Bonate Sopra (province de Bergame) : apparitions en 1944 (non reconnues par l'Église), chapelle.
- Sainte-Marie de Gibilmanna à Cefalù (province de Palerme, Sicile) : statue, image, fresque de style byzantin.
- Sainte-Marie del Monte à la montagne sacrée de Varèse (Sacro Monte di Varese) en Lombardie : chemin de dévotion, chapelles.
- Notre-Dame-du-Rosaire à Pompéi : peinture miraculeuse.
- Notre-Dame de Castelmonte à Prepotto (province d'Udine) : chapelle, maître-autel avec statue couronnée de Vierge noire à l'Enfant.
- Cinq sanctuaires au parc national des Cinque Terre (province de La Spezia) : image de 1861 de la Vierge couronnée, statue, icône, tableau miraculeux.
- Sanctuaire Notre-Dame-des-Grâces de Livourne : dédié à Notre Dame des Grâces de Montenero, patronne de la Toscane, basilique depuis 1818.
- Sanctuaire Notre-Dame-de-la-Garde de Perloz : statue de Notre-Dame-de-la-Garde.
- Sanctuaire Notre-Dame-de-la-Garde de Tortone : statue monumentale de Notre-Dame-de-la-Garde, basilique depuis 1991.
- Sanctuaire Notre-Dame-de-Guérison : statue couronnée en 1909.
- Sanctuaire Notre-Dame-des-Neiges : ancien sanctuaire consacré en 1659, l'actuel en 1869.
- Sanctuaire Notre-Dame-de-Grâce de Voury : dédié à Notre Dame des Grâces.
- Sanctuaire Notre-Dame de Plout : statue mariale.
- Basilique-sanctuaire Madonna delle Lacrime : vénération de la Vierge des Larmes (1953).
- Sanctuaire de la Bienheureuse-Vierge-du-Saint-Rosaire : statue couronnée en 1660, titre de basilique depuis 1903.
- Sanctuaire Madonna de la Bocciola : apparitions mariales en 1543.
- Sanctuaire de la Brugarola : dédié à la Madonna d'Oropa (1722).
- Sanctuaire du Cavallero : dédié à Notre-Dame-des-Neiges, apparition mariale en 1678.
- Sanctuaire de la Bienheureuse-Vierge de Cendrole.
- Sanctuaire de la Bienheureuse-Vierge-des-Grâces de Curtatone : dédié à Notre-Dame des Grâces depuis environ 1200.
- Sanctuaire de la Madonna dell'Arco (1595).
- Sanctuaire des Moglietti : dédié à Notre-Dame des Grâces.
- Sanctuaire Notre-Dame-de-la-Splendeur de Giulianova : apparition mariale en 1557.
- Sanctuaire Notre-Dame-de-la-Fontaine de Camairago.
- Sanctuaire de la Novareia : dédié à Notre-Dame des Grâces, apparition mariale en 1650.
- Sanctuaire Notre-Dame du Divin Amour (1745).
- Sanctuaire Sainte-Marie-de-la-Croix.
- Sanctuaire Madonna del Sangue : fresque mariale miraculeuse (1494).
- Sanctuaire Madonna del Sasso : dédié à Notre Dame du Rosaire (1725).
- Sanctuaire de Banchette.

## J

### Japon
- Notre-Dame d'Akita (Akita).

## L

### Lettonie
- Basilique d'Aglona, à Aglona.

### Liban
- Église Saydet Al Hosn (Notre-Dame de la Forteresse), Ehden, Liban Nord.
- Monastère Notre-Dame de Balamand, Liban Nord.
- Couvent Notre-Dame de Nourié, Liban Nord.
- Sanctuaire Notre-Dame du Liban, Harissa, baie de Jounieh, mont-Liban.
- Couvent Notre-Dame de Bzommar, Mont-Liban.
- Église Notre-Dame de la Délivrance, Bikfaya, Mont-Liban.
- Saydet El Tallé (Notre-Dame de la Colline), Deir el Qamar, Mont Liban.
- Sanctuaire Notre-Dame de Zahlé, La Bekaa.
- Sanctuaire Notre-Dame de Mantara, Maghdouché, Liban Sud.
- Sanctuaire Notre-Dame de Béchouate.

### Lituanie
- Notre-Dame de la Porte de l'Aurore de Vilnius, tableau du XVIIe siècle. Fête le 16 novembre.
- Notre-Dame de Šiluva, Šiluva, apparition en 1608[10].

### Luxembourg
- Notre-Dame Consolatrice des Affligés (Consolatrix Afflictorum), Luxembourg-ville. La Vierge debout sur une Lune, avec les cheveux pendants et sur la tête une couronne étoilée, tenant sur le bras gauche l'Enfant Jésus couronné portant un Globe, et dans la main droite un sceptre. Statue en bois historiée, dorée et revêtue, début XVIIe siècle, restauration en 2008.
- Chapelle de l'Assomption-de-la-Bienheureuse-Vierge-Marie, Girsterklaus, Rosport-Mompach, canton d'Echternach.

## M

### Malte
- Sanctuaire national Ta' Pinu à Għarb.
- Basilique Notre-Dame-du-Mont-Carmel à La Valette.
- Sanctuaire Notre-Dame-de-la-Désolation à Birkirkara.
- Église Notre-Dame-des-Victoires d'Isla à Città Senglea.
- Sanctuaire Sainte-Marie-de-l’Assomption à Mosta.
- Notre-Dame-de-Grâces à Ħaż-Żabbar.
- Notre-Dame de Il-Mellieħa.

### Maurice
- Marie Reine de la Paix, Port-Louis : statue.
- Marie, Reine de Rodrigues, Rodrigues : statue.

### Mexique
- Notre-Dame de Guadalupe : apparition (Juan Diego, 1531)[11].

## N

### Nicaragua
- Sanctuaire Notre-Dame-de-Cuapa de San Francisco de Cuapa.
- Basilique de l’Immaculée-Conception-de-Marie d’El Viejo.

### Nouvelle-Zélande
- Église Sainte-Marie-des-Anges de Wellington.

## P

### Paraguay
- Sanctuaire Notre-Dame-du-Perpétuel-Secours d’Asuncion
- Cathédrale-basilique Notre-Dame-des-Miracles de Caacupé

### Pays-Bas
- Notre-Dame de Bois-le-Duc.
- Notre-Dame Étoile de la Mer à Maastricht.
- Notre-Dame du Jardin Clos à Warfhuizen.

### Pologne
- Notre-Dame de Jasna Góra, Częstochowa : Vierge noire (jumelée avec Lourdes).
- Bienheureuse Vierge Marie l'Immaculée, l'Omni-médiatrice de toutes les gloires (Niepokalanów), Teresin, Powiat de Sochaczew.
- Notre-Dame de Gietrzwałd, apparition en 1877[12].
- Sanctuaire de la Bienveillante Notre-Dame du Rosaire : peinture miraculeuse de Notre-Dame du Rosaire depuis 1762.
- Sanctuaire Notre-Dame-des-Douleurs de Stary Wielisław : lieu de pèlerinage depuis 1300.
- Basilique de Święta Lipka : lieu de pèlerinage depuis le XVe siècle.
- Sanctuaire de Notre-Dame-des-Douleurs, Reine-de-Pologne à Licheń Stary
- La Vierge du sanctuaire de Kalwaria Zebrzydowska

### Portugal

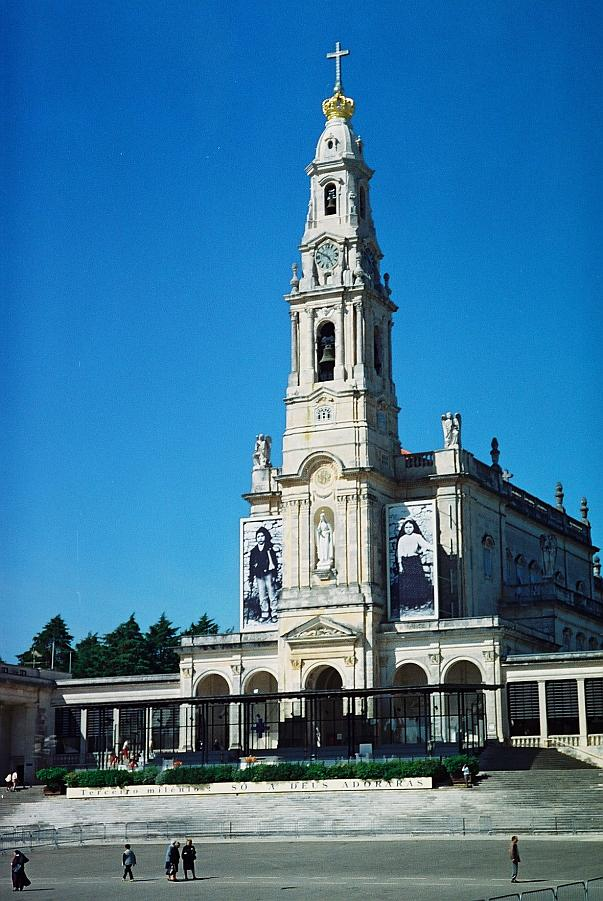
Le sanctuaire de Notre-Dame de Fatima au Portugal.

- Sanctuaire de Notre-Dame de Fatima (Cova da Iria, Fátima) : apparitions mariales aux trois petits bergers Lucie dos Santos, Francisco et Jacinthe Marto, en 1917[13].
- Sanctuaire de Notre-Dame de Asseiceira (Asseiceira, Rio Maior).
- Sanctuaire de Notre-Dame de l'Abbaye (Santa Maria do Bouro, Amares).
- Sanctuaire de Notre-Dame de Grâce (Mondim de Basto).
- Sanctuaire de Notre-Dame de Lapa (Sernancelhe).
- Sanctuaire de Notre-Dame de la Piété, Mère Souveraine (Loulé).
- Sanctuaire de Notre-Dame de Nazareth (Nazaré).
- Sanctuaire de Notre-Dame des Remèdes (Lamego).
- Sanctuaire de Notre-Dame de l'Ortie (Fátima).
- Sanctuaire de Notre-Dame de Peneda (Gavieira, Arcos de Valdevez).
- Basilique de Notre-Dame de Sameiro (Braga).
- Ermitage de Notre-Dame de Livramento (Velas, Açores).

## R

### RDCongo
- Sanctuaire Notre-Dame du Kasaï.

### Roumanie
- Notre-Dame de Csíksomlyó (Șumuleu Ciuc), (depuis 1510).
- Notre-Dame de Cacica.
- Notre-Dame Maria Radna.
- Notre-Dame Scaius.

### Royaume-Uni
- Grotte de Carfin (Carfin)
- Notre-Dame de Caversham (Caversham).
- Notre-Dame de Crag (Knaresborough).
- Notre-Dame d'England (Storrington).
- Notre-Dame de Glastonbury (Glastonbury).
- Notre-Dame d'Ipswich (Ipswich).
- Notre-Dame du Mont Carmel (Aylesford).
- Notre-Dame de Mount-Grace (Osmotherly).
- Notre-Dame de Walsingham (Norfolk) :
  - sanctuaire anglican à Walsingham, fête le 15 octobre ;
  - sanctuaire catholique à Houghton Saint Giles (en) (à un mille de l'anglican), fête le 24 septembre.
- Notre-Dame de Willesden (Willesden).

### Russie
- Notre-Dame de Vladimir, église St. Nicholas de Tolmachi, à Moscou (icône du XIIe siècle).

### Rwanda
- Notre-Dame de Kibeho, (depuis 1992) à la suite des apparitions mariales (1981-1989)[14].

## S

### Salvador
- Cathédrale-basilique Reine-de-la-Paix de San Miguel

### Slovaquie
- Notre-Dame de la Visitation de Levoča.
- Marianka.
- Notre-Dame des Douleurs de Sastin.

### Slovénie
- Brezje : pèlerinage.
- Notre-Dame de Kurescek, Reine de la Paix.

### Sri Lanka
- Sanctuaire Notre-Dame de Madhu : pèlerinage.

### Suisse
- Notre-Dame d'Aubonne.
- Notre-Dame de Bourguillon (Fribourg) : statue (couronnée ; Vierge à l'Enfant).
- Notre-Dame de Lorette (Fribourg).
- Einsiedeln (canton de Schwyz) : statue (couronnée ; Vierge à l'Enfant).
- Notre-Dame de l'Épine (Berlens).
- Notre-Dame de Longeborgne (Valais).
- Notre-Dame des Marches (Broc).
- Maria im Hag (Meltingen).
- Maria Heilbronn.
- Maria Hilf (Gubel-bei-Menzingen).
- Maria Mitlied.
- Maria Verkuendigung (Jonental-bei-Jonen).
- Notre-Dame de la Pierre (Mariastein) : statue (Vierge à l'Enfant).
- Madonna del Sasso (Tessin) : apparition (août 1480), pèlerinage.
- Notre-Dame de Tours (Corcelles).
- Notre-Dame de Trost.
- Notre-Dame du Vorbourg.
- Sanctuaire de Ziteil

### Syrie
- Couvent Notre-Dame de Saydnaya, région de Damas.
- Notre-Dame de Damas, Damas.

## T

### Taïwan
- Basilique de l’Immaculée-Conception de Wanjin

### Tchéquie
Basilique Notre-Dame-de-l'Assomption-et-des-Saints-Cyrille-et-Méthode (cs) de Velehrad, le plus important sanctuaire marial de la République tchèque.

### Togo
- Notre-Dame-du-Lac de Togoville.
- Notre-Dame-des-Sept-Douleurs de Kovié.
- Notre-Dame-de-la-Confiance de Kpimé Séva.

### Tunisie
- Notre-Dame de Melleha : peinture (Vierge à l'Enfant).

## U

### Ukraine
- Notre-Dame de Zarvanytsia, près de Ternopil, icône miraculeuse du XIIIe siècle dite icône de la Mère de Dieu de Zarvanytsia (uk), sanctuaire gréco-catholique le plus important du pays. Fête le 22 juillet.

### Uruguay
- Cathédrale Notre-Dame-de-Guadalupe de Canelones
- Cathédrale-basilique Notre-Dame-de-Luján de Florida.
- Sanctuaire Notre-Dame de Minas.
- Sanctuaire Sainte-Marie-Auxiliatrice de Montevideo.
- Sanctuaire Notre-Dame-de-Lourdes de Montevideo.

## V

### Venezuela
- Sanctuaire marial de Betania, lieu d'apparitions mariales de 1976 à 1989. Reconnues par l'évêque. Sanctuaire diocésain[15].
- Cathédrale-basilique Notre-Dame-de-Coromoto de Guanare : dédié à Notre-Dame de Coromoto, apparitions mariales en 1652, patronne principale du pays, basilique depuis 1949 et cathédrale depuis 1954.
- Basilique Notre-Dame-de-Coromoto de La Virgen de Coromoto : dédié à Notre-Dame de Coromoto, consacrée en 1996, basilique depuis 2006.

### Viêt Nam
- Basilique Notre-Dame de La Vang : apparitions mariales en 1798.